# 24 Ore di Le Mans 2016

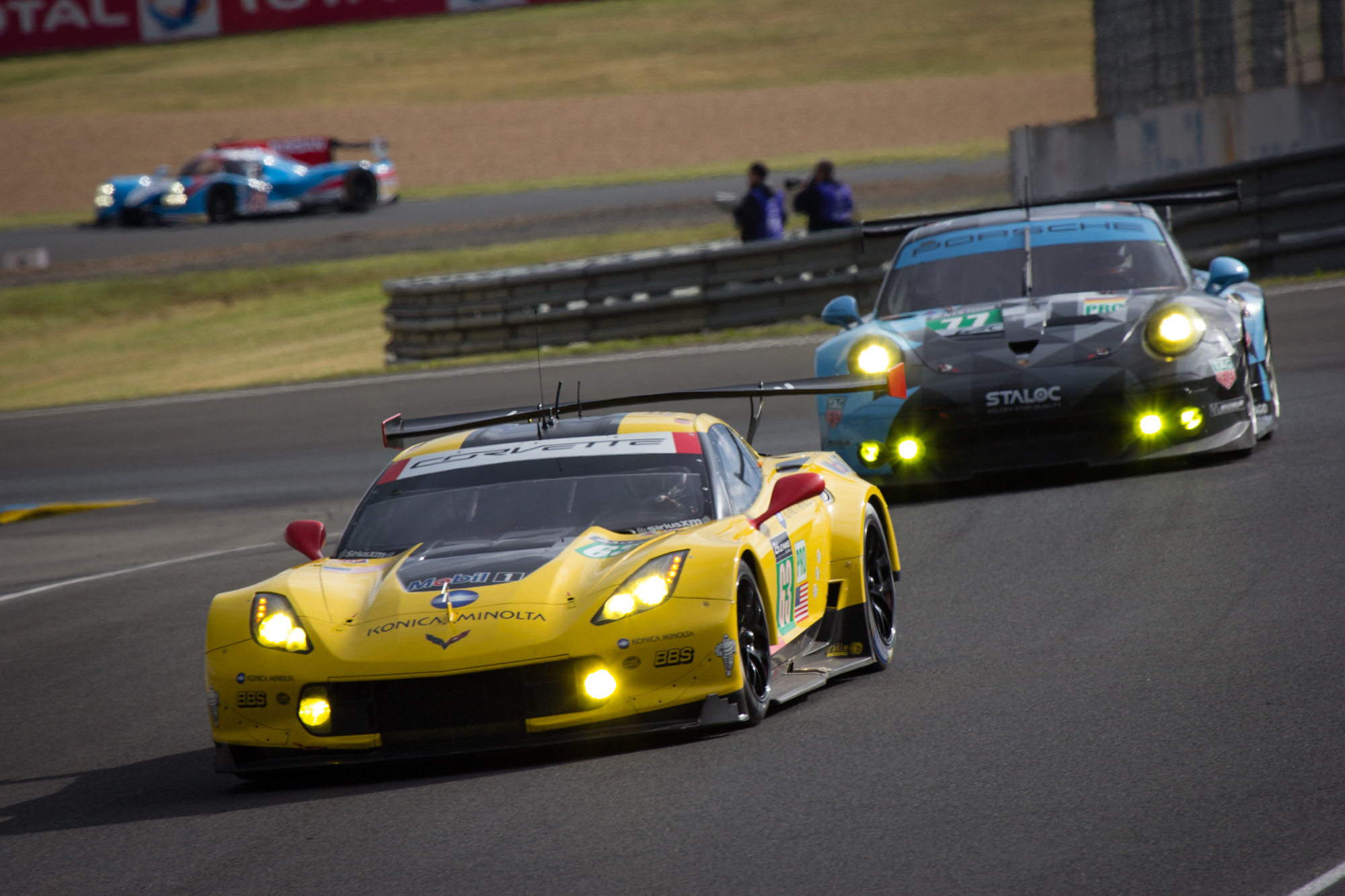
La Corvette n° 63 seguita dalla Porsche n° 77 durante le fasi di gara.

La 24 Ore di Le Mans 2016 è stata la 84ª edizione della maratona automobilistica francese, organizzata dall'Automobile Club de l'Ouest, ed ha avuto luogo sul Circuit de la Sarthe. Si tratta inoltre del terzo appuntamento del mondiale endurance 2016.

## Partecipanti
Era stato inizialmente pianificato dall'ACO di espandere il numero di iscrizioni alla gara da 56 a 58, tuttavia, in risposta alla grande richiesta di iscrizioni, sono stati ammessi 60 partecipanti per l'edizione del 2016.

### Inviti automatici
Le squadre vincitrici di classe nell'edizione precedente della 24 Ore di Le Mans, così come quelle vincitrici dei campionati European Le Mans Series e Asian Le Mans Series hanno ottenuto inviti automatici. Inoltre, due partecipanti provenienti dell'IMSA SportsCar Championship hanno ricevuto un invito automatico dall'ACO. A questi inviti automatici si aggiungono ovviamente tutti gli iscritti a tempo pieno al campionato del mondo endurance.
| Motivazione dell'invito                              | LMP1                 | LMP2               | LMGTE Pro         | LMGTE Am       |
| ---------------------------------------------------- | -------------------- | ------------------ | ----------------- | -------------- |
| 1º nella 24 Ore di Le Mans 2015                      | Porsche Team         | KCMG               | Corvette Racing   | SMP Racing     |
| 1º nella European Le Mans Series 2015 (LMP2 e LMGTE) |                      | Greaves Motorsport | Formula Racing    | Formula Racing |
| 2º nella European Le Mans Series 2015 (LMGTE)        |                      | Team Marc VDS      | Team Marc VDS     |                |
| 1º nella European Le Mans Series 2015 (LMP3 e GTC)   | Team LNT             |                    | TDS Racing        |                |
| Campionato IMSA WeatherTech SportsCar 2015           | Michael Shank Racing | Scuderia Corsa     |                   |                |
| 1º nella Asian Le Mans Series 2015–16 (LMP2 e GT)    | Race Performance     | Clearwater Racing  | Clearwater Racing |                |
| 1º nella Asian Le Mans Series (LMP3)                 | DC Racing            | - o -              | DC Racing         |                |

### Garage 56 ed elenco iscritti
L'elenco iscritti completo vede la partecipazione di 60 vetture, 9 in classe LMP1, 23 in classe LMP2, 14 in classe GTE-Pro, 13 in classe GTE-Am e una come vettura innovativa. Quest'ultima gestita dal team SRT 41 in collaborazione con OAK racing è stata iscritto come Garage 56, iscrizione destinata a tecnologie innovative. Frédéric Sausset, un amputato quadruplo, ha partecipato alla gara guidando una Morgan LMP2 gestita dal team. L'auto, appositamente modificata, presentava un sistema di accelerazione e frenata controllabile da Sausset utilizzando le cosce, mentre lo sterzo era gestito da un apposito meccanismo che collegava direttamente il suo arto destro alla colonna dello sterzo.
I 180 concorrenti al via rappresentano 27 paesi diversi, con la maggioranza proveniente dal Regno Unito, che conta 38 partecipanti. Significativa anche la presenza francese, con 32 piloti, mentre gli Stati Uniti sono rappresentati da 23 concorrenti. Gli italiani in gara sono otto, quasi tutti impegnati nella categoria GTE, ad eccezione di Maurizio Mediani, alla guida di una vettura di classe LMP2. Tra i partecipanti si segnalano anche due pilote in gara: la francese Inès Taittinger, al volante della vettura LMP2 della Pegasus Racing, e la danese Christina Nielsen, alla guida della Ferrari 458 della Formula Racing in classe GTE-Am. Curiosamente, nessuno dei tre vincitori dell'edizione 2015 è tornato a difendere il titolo nella classe regina. Nello specifico, Nico Hülkenberg aveva preso parte esclusivamente alla 24 Ore di Le Mans senza partecipare ad altre gare nel resto della stagione 2015, mentre Tandy e Bamber sono stati assegnati alla guida delle Porsche 911 nella classe GTE Pro. Di seguito l'elenco dei partecipanti:
| No. | Squadra               | Auto                | Pneumatici | Pilota 1          | Pilota 2             | Pilota 3          |
| --- | --------------------- | ------------------- | ---------- | ----------------- | -------------------- | ----------------- |
| 1   | Porsche Team          | Porsche 919 Hybrid  | M          | Timo Bernhard     | Mark Webber          | Brendon Hartley   |
| 2   | Porsche Team          | Porsche 919 Hybrid  | M          | Romain Dumas      | Neel Jani            | Marc Lieb         |
| 4   | ByKolles Racing Team  | CLM P1/01           | D          | Simon Trummer     | Oliver Webb          | Pierre Kaffer     |
| 5   | Toyota Gazoo Racing   | Toyota TS050 Hybrid | M          | Sébastien Buemi   | Kazuki Nakajima      | Anthony Davidson  |
| 6   | Toyota Gazoo Racing   | Toyota TS050 Hybrid | M          | Stéphane Sarrazin | Kamui Kobayashi      | Mike Conway       |
| 7   | Audi Sport Team Joest | Audi R18            | M          | André Lotterer    | Marcel Fässler       | Benoît Tréluyer   |
| 8   | Audi Sport Team Joest | Audi R18            | M          | Oliver Jarvis     | Lucas di Grassi      | Loïc Duval        |
| 12  | Rebellion Racing      | Rebellion R-One     | D          | Nick Heidfeld     | Nicolas Prost        | Nelson Piquet Jr. |
| 13  | Rebellion Racing      | Rebellion R-One     | D          | Dominik Kraihamer | Alexandre Imperatori | Mathéo Tuscher    |

| No. | Squadra                   | Auto                  | Pneumatici | Pilota 1             | Pilota 2           | Pilota 3              |
| --- | ------------------------- | --------------------- | ---------- | -------------------- | ------------------ | --------------------- |
| 22  | SO24! by Lombard Racing   | Ligier JS P2 - Judd   | D          | Vincent Capillaire   | Erik Maris         | Jonathan Coleman      |
| 23  | Panis Barthez Competition | Ligier JS P2 - Nissan | M          | Fabien Barthez       | Paul-Loup Chatin   | Timothè Buret         |
| 25  | Algarve Pro Racing        | Ligier JS P2 - Nissan | D          | Michael Munemann     | Christopher Hoy    | Andrea Pizzitola      |
| 26  | G-Drive Racing            | Oreca 05 - Nissan     | D          | Roman Rusinov        | Will Stevens       | René Rast             |
| 27  | SMP Racing                | BR 01 - Nissan        | D          | Nicolas Minassian    | Maurizio Mediani   | Mikhail Aleshin       |
| 28  | Pegasus Racing            | Morgan - Nissan       | M          | Ines Tattinger       | Remy Striebig      | Léo Russel            |
| 30  | Extreme Speed Motorsports | Ligier JS P2 - Nissan | D          | Scott Sharp          | Ed Brown           | Johannes Van Overbeek |
| 31  | Extreme Speed Motorsports | Ligier JS P2 - Nissan | D          | Ryan Dalziel         | Pipo Derani        | Chris Cumming         |
| 33  | Eurasia Motorpsort        | Oreca 05 - Nissan     | D          | Pu Junjin            | Tristan Gommendy   | Nico Pieter De Bruijn |
| 34  | Race Performance          | Oreca 03R - Judd      | D          | Nicholas Leijtwiller | Shinji Nakano      | James Winslow         |
| 35  | Baxi DC Racing Alpine     | Alpine A460 - Nissan  | D          | David Cheng          | Ho-Pin Tung        | Nelson Panciatici     |
| 36  | Signatech Alpine          | Alpine A460 - Nissan  | D          | Gustavo Menezes      | Nicolas Lapierre   | Stephane Richelmi     |
| 37  | SMP Racing                | BR 01 - Nissan        | D          | Vitalij Petrov       | Victor Shaytar     | Kirill Ladygin        |
| 38  | G-Drive Racing            | Gibson 015S - Nissan  | D          | Simon Dolan          | Jake Dennis        | Giedo Van der Garde   |
| 40  | Krohn Racing              | Ligier JS P2 - Nissan | M          | Tracy Krohn          | Nicholas Jonsson   | Joao Barbosa          |
| 41  | Greaves Motorsport        | Ligier JS P2 - Nissan | D          | Memo Rojas           | Julien Canal       | Nathanael Berthon     |
| 42  | Strakka Racing            | Gibson 015S - Nissan  | D          | Nick Leventis        | Danny Watts        | Jonny Kane            |
| 43  | RGR Sport by Morand       | Ligier JS P2 - Nissan | D          | Ricardo Gonzalez     | Bruno Senna        | Filipe Albuquerque    |
| 44  | Manor                     | Oreca 05 - Nissan     | D          | Tor Graves           | Matthew Rao        | Roberto Mehri         |
| 46  | Thiriet by TDS Racing     | Oreca 05 - Nissan     | D          | Phierre Thiriet      | Mathias Beche      | Ryo Hirakawa          |
| 47  | KCMG                      | Oreca 05 - Nissan     | D          | Tsugio Matsuda       | Matthew Howson     | Richard Bradley       |
| 48  | Murphy Prototypes         | Oreca 03R - Nissan    | D          | Ben Keating          | Jeroen Bleekemolen | Marc Goossens         |
| 49  | Michael Shank Racing      | Ligier JS P2 - Honda  | D          | John Pew             | Osvaldo Negri Jr   | Laurens Vanthoor      |

| No. | Squadra                    | Auto                    | Pneumatici | Pilota 1             | Pilota 2            | Pilota 3              |
| --- | -------------------------- | ----------------------- | ---------- | -------------------- | ------------------- | --------------------- |
| 51  | AF Corse                   | Ferrari 488 GTE         | M          | Gianmaria Bruni      | James Calado        | Alessandro Pier Guidi |
| 63  | Corvette Racing            | Chevrolet Corvette C7.R | M          | Jan Magnussen        | Antonio Garcia      | Ricky Taylor          |
| 64  | Corvette Racing            | Chevrolet Corvette C7.R | M          | Oliver Gavin         | Tommy Milner        | Jordan Taylor         |
| 66  | Ford Chip Ganassi Team UK  | Ford GT                 | M          | Olivier Pla          | Stefan Mucke        | Billy Johnson         |
| 67  | Ford Chip Ganassi Team UK  | Ford GT                 | M          | Marino Franchitti    | Andy Priaulx        | Harry Tincknell       |
| 68  | Ford Chip Ganassi Team USA | Ford GT                 | M          | Joey Hand            | Dirk Muller         | Sebastien Bourdais    |
| 69  | Ford Chip Ganassi Team USA | Ford GT                 | M          | Ryan Briscoe         | Richard Westbrook   | Scott Dixon           |
| 71  | AF Corse                   | Ferrari 488 GTE         | M          | Davide Rigon         | Sam Bird            | Andrea Bertolini      |
| 77  | Dempsey-Proton Racing      | Porsche 911 RSR (2016)  | M          | Richard Lietz        | Michael Christensen | Philipp Eng           |
| 82  | Risi Competizione          | Ferrari 488 GTE         | M          | Giancarlo Fisichella | Toni Vilander       | Matteo Malucelli      |
| 91  | Porsche Motorsport         | Porsche 911 RSR (2016)  | M          | Patrick Pilet        | Kevin Estre         | Nick Tandy            |
| 92  | Porsche Motorsport         | Porsche 911 RSR (2016)  | M          | Frederic Makowiecki  | Earl Bamber         | Jorg Bergmeister      |
| 95  | Aston Martin Racing        | Aston Martin Vantage    | D          | Nicki Thiim          | Marco Sorensen      | Darren Turner         |
| 97  | Aston Martin Racing        | Aston Martin Vantage    | D          | Richard Stanaway     | Fernando Rees       | Jonathan Adam         |

| No. | Squadra                 | Auto                    | Pneumatici | Pilota 1          | Pilota 2               | Pilota 3             |
| --- | ----------------------- | ----------------------- | ---------- | ----------------- | ---------------------- | -------------------- |
| 50  | Larbre Competition      | Chevrolet Corvette C7.R | M          | Yutaka Yamagishi  | Pierre Ragues          | Jean-Philippe Belloc |
| 55  | AF Corse                | Ferrari 458 GTC         | M          | Duncan Cameron    | Matthew Griffin        | Aaron Scott          |
| 57  | Team AAI                | Chevrolet Corvette C7.R | M          | Johnny O'Connel   | Oliver Bryant          | Mark Patterson       |
| 60  | Formula Racing          | Ferrari 458 GTC         | M          | Johnny Laursen    | Mikkel Mac             | Christina Nielsen    |
| 61  | Clearwater Racing       | Ferrari 458 GTC         | M          | Weng Sun Mok      | Keita Sawa             | Robert Bell          |
| 68  | Scuderia Corsa          | Ferrari 458 GTC         | M          | William Sweedler  | Towsend Bell           | Jeffrey Segal        |
| 69  | KCMG                    | Porsche 911 RSR         | M          | Christian Ried    | Wolf Henzler           | Joel Camathias       |
| 83  | AF Corse                | Ferrari 458 GTC         | M          | Francois Perrodo  | Emanuel Collard        | Rui Aguas            |
| 86  | Gulf Racing             | Porsche 911 RSR         | M          | Michael Waiwright | Adam Carroll           | Benjamin Barker      |
| 88  | Abu Dhabi-Proton Racing | Porsche 911 RSR         | M          | Khaled Al Qubaisi | David Heinemer Hansson | Patrick Long         |
| 89  | Proton Competition      | Porsche 911 RSR         | M          | Cooper MacNeil    | Lehman Keen            | Marc Miller          |
| 98  | Aston Martin Racing     | Aston Martin Vantage    | D          | Paul Dalla Lana   | Pedro Lamy             | Mathias Lauda        |
| 99  | Aston Martin Racing     | Aston Martin Vantage    | D          | Andrew Howard     | Liam Griffin           | Gary Hirsch          |

| No. | Squadra             | Auto                 | Pneumatici | Pilota 1         | Pilota 2            | Pilota 3            |
| --- | ------------------- | -------------------- | ---------- | ---------------- | ------------------- | ------------------- |
| 84  | SRT41 by OAK Racing | Morgan LMP2 - Nissan | M          | Frederic Sausset | Christopher Tinseau | Jean-Bernard Bouvet |

## Prologo e prove libere

### Prologo
Una sessione di test obbligatoria per tutte le vetture iscritte, suddivisa in due sessioni diurne, si è tenuta la domenica precedente alla gara. La sessione mattutina è stata dominata dalla Porsche, con Neel Jani che ha fatto registrare il miglior tempo sul giro in 3'22"334. In seconda posizione si è piazzata l'altra Porsche 919, guidata da Mark Webber. A seguire, in terza e quarta posizione, le due Audi di Marcel Fässler e Loïc Duval, capaci di contenere il distacco dalla vetta entro il mezzo secondo. Le due Toyota TS050 di Anthony Davidson e Kamui Kobayashi, invece, hanno fatto registrare tempi più lenti, con la migliore delle due che non è andata oltre il 3'23"197. In classe LMP2, invece, le vetture Oreca hanno primeggiato con sei auto ai vertici della classifica, con la Signatech Alpine di Nicolas Lapierre davanti a tutti con un tempo sul giro di 3'37"397. Per quanto riguarda la classe GTE Pro, spiccano le due Porsche, in prima e seconda posizione con Frédéric Makowiecki e Kévin Estre, seguite dalla Corvette C7.R di Oliver Gavin e dalla Ferrari 488 del team Risi Competizioni. Più attardate, invece, le Ford, le Aston Martin e le Ferrari del team AF Corse, anche a causa di alcuni problemi tecnici. Infine, in classe GTE Am, Matt Griffin con la Ferrari numero 55 di AF Corse ha fatto segnare il miglior tempo, precedendo la Ferrari del team Scuderia Corsa.
Nella sessione pomeridiana, è stata l'Audi guidata da Lucas di Grassi a far segnare il miglior tempo in 3'21"375, seguita dalle Porsche 919 di Webber e Jani. In classe LMP2 si sono confermate in testa le Oreca gommate Dunlop, con Tristan Gommendy alla guida della vettura del team Eurasia Motorsport, capace di far segnare un 3'36"690 al primo posto, seguito dalla vettura del team Signatech Alpine. In classe GTE Pro, Antonio García ha portato la Chevrolet Corvette numero 63 davanti a tutti, seguito dalle due Porsche di Tandy e Makowiecki. Anche in classe GTE Am una Corvette ha fatto segnare il miglior tempo, quella del team Larbre Compétition guidata da Nicky Catsburg.

### Prove libere
Prima delle tre sessioni di qualifiche, è stata concessa una singola sessione di prove libere di quattro ore. La sessione è stata caratterizzata dalla presenza di una leggera pioggia durante le prime due ore e da interruzioni causate da tre bandiere rosse nelle ultime due ore. L'Audi R18 numero 8 ha mantenuto la prima posizione della classifica per gran parte della sessione, ma nel finale è stata superata dalla Porsche numero 2 di Brendon Hartley. Tuttavia, negli ultimi dieci minuti, Neel Jani ha portato la sua Porsche al comando con un tempo di 3'22"011. La Toyota numero 6 ha concluso la sessione con gravi danni alla parte anteriore della vettura dopo aver colpito le barriere all'uscita della curva Indianapolis, evento che ha richiesto l'intervento dei commissari per la messa in sicurezza della pista. Passando alla classe LMP2, l'Oreca 05 del team KCMG ha dominato la categoria, seguita dalla Signatech Alpine guidata da Nicolas Lapierre e dalla Ligier-Nissan del team Panis-Barthez con Paul-Loup Chatin al volante. In classe GTE Pro, Ford e Ferrari si sono contese il primato. Tre vetture Ford sono rimaste a lungo al comando, fino a quando la Ferrari del team Risi guidata da Toni Vilander, e successivamente la numero 51 guidata da Gianmaria Bruni, hanno fatto segnare i tempi migliori, scalzando le avversarie. Per quanto riguarda la classe GTE Am, Townsend Bell del team Scuderia Corsa ha guidato la classifica per buona parte della sessione, ma negli ultimi quindici minuti Rob Bell ha portato la vettura del team Clearwater Racing in testa, chiudendo così al comando della categoria.

## Qualifiche
Le tre sessioni di qualificazione, della durata complessiva di sei ore, hanno determinato l’ordine di partenza della gara in base ai migliori tempi sul giro registrati da ciascun equipaggio. La seconda sessione di qualificazione si è svolta con condizioni meteorologiche instabili, mentre la terza sessione si è disputata sotto una pioggia inizialmente leggera, che si è intensificata fino a diventare battente. Questo ha reso i tempi ottenuti nella prima sessione difficilmente migliorabili, di conseguenza, la maggior parte dei team ha registrato i tempi migliori nella prima sessione.

### Prima sessione
Al termine della prima sessione di qualifica, la classifica vedeva davanti a tutti le due Porsche 919, seguite dalle due Toyota TS050 e dalle due Audi R18. La prima posizione, ottenuta con un tempo di 3’19”733, è stata conquistata dalla Porsche 919 numero 2 guidata da Neel Jani, in seconda posizione si è piazzata la Porsche numero 1, staccata di circa mezzo secondo. Tale prestazione si è rivelata irraggiungibile nelle due sessioni successive, segnando la seconda pole consecutiva per Neel Jani e per Porsche a Le Mans. A seguire le due Toyota TS050 con il terzo tempo della numero 6, ad un secondo dalla vetta, e il quarto posto della numero 5 a più di due secondi dalla Porsche in testa. Entrambe le Audi R18 hanno evidenziato problemi meccanici durante la sessione che hanno impedito l'ottenimento di tempi competitivi, entrambe le vetture hanno registrato tempi di circa tre secondi superiori rispetto alla pole position della Porsche. La prima delle due Audi R18 è la numero 8 in quinta posizione, a 2”7 dal tempo migliore, seguita dalla numero 7 a 3”04 dalla vetta. Per quanto riguarda i team privati, Dominik Kraihamer è stato il più veloce al volante della Rebellion numero 13, mentre l’auto del team ByKolles non ha preso parte alla sessione a causa delle riparazioni necessarie dopo un incendio avvenuto nelle prove libere. In classe LMP2 la leadership della categoria nel corso della sessione è stata contesa tra l’equipaggio del team G-Drive e le due vetture Alpine. René Rast, con la vettura numero 26 del team G-Drive, ha ottenuto la pole position grazie a un tempo di 3'36''605, segnato negli ultimi quindici minuti della sessione. Nelson Panciatici, al volante della vettura numero 35, ha conquistato la seconda posizione, mentre Nicolas Lapierre, al volante della 36, ha ottenuto il terzo posto. La classe GTE Pro ha visto le Ford GT, al debutto a Le Mans, conquistare l'intera prima fila. Dirk Müller, alla guida della Ford numero 68, ha registrato il miglior tempo con 3’51”185, seguito a tre decimi di secondo dalla vettura gemella numero 69, guidata da Ryan Briscoe. La Ferrari 488 GTE numero 51 del team AF Corse, a lungo in testa alla classifica di classe, ha conquistato la terza posizione, con un distacco di un ulteriore decimo di secondo dalle Ford. A seguire le altre due Ford, guidate da Olivier Pla e Harry Tincknell, in quarta e quinta posizione, seguite a loro volta dalla Ferrari numero 71 di AF Corse e dalla numero 82 di Risi Competizioni. A seguire Porsche, Aston Martin e Corvette, tutte con tempi più lenti di quattro secondi rispetto alla pole position. In classe GTE Am, Rob Bell, alla guida della Ferrari del team Clearwater Racing, ha ottenuto la pole position con un tempo di 3’56”827, seguito da Pedro Lamy sulla Aston Martin numero 98. Alle loro spalle si sono posizionate le due Ferrari di AF Corse numero 55 e numero 83, guidate rispettivamente da Matt Griffin ed Emmanuel Collard.

### Seconda e terza sessione
Il giorno successivo, la seconda sessione di qualificazione è iniziata su pista asciutta ma con condizioni meteorologiche instabili. Nei primi trenta minuti, alcuni team delle classi LMP2 e GTE Am sono riusciti a migliorare i propri tempi prima che iniziasse a piovere. La Porsche numero 1 è stata la più veloce della sessione, ma il suo miglior tempo è stato di oltre tre secondi più lento rispetto alla pole provvisoria. Per quanto riguarda la classe regina, il team ByKolles è sceso in pista con la CLM P1/01 per la prima volta, stabilendo un tempo valido per l’ultima posizione della griglia di classe LMP1. In classe LMP2, invece, il team Pegasus Racing è stato in grado di migliorare il suo tempo, ottenendo la quindicesima posizione di classe. Tuttavia, Il miglioramento più significativo è stato fatto registrare dalla Porsche numero 88 del team Abu Dhabi-Proton, che ha ottenuto la terza posizione in classe GTE Am. Con il passare del tempo si è registrato un peggioramento delle condizioni meteo, che ha impedito ulteriori miglioramenti. La terza e ultima sessione di qualificazione, è iniziata sotto una pioggia leggera, trasformatasi in un vero e proprio nubifragio dopo soli dieci minuti. L’intensità della pioggia ha costretto i commissari di gara a interrompere la sessione per circa un’ora, a causa di numerose vetture finite fuori pista. Una volta ripresa la sessione, molti team hanno scelto di non scendere in pista o di effettuare solo pochi giri, poiché non era possibile migliorare i tempi registrati in precedenza.
A seguito delle qualifiche, l’Automobile Club de l’Ouest ha modificato il Balance of Performance (BoP) della classe GTE Pro. Alle Ford GT sono stati aggiunti 10 kg di zavorra e ridotta la pressione del turbo, mentre alle Ferrari 488 è stato imposto un aumento di peso di 25 kg per limitarne le prestazioni. Al contrario, Aston Martin e Corvette hanno beneficiato di un incremento delle prestazioni grazie a un’apertura maggiore dei restrittori d’aria nei motori. Le Porsche non hanno subito variazioni nel loro BoP.

## Gara
| Pos | Classe                 | No | Team                       | Piloti                                                  | Telaio                         | Pneumatici | Laps | Tempo/Ritirati           |
| Pos | Classe                 | No | Team                       | Piloti                                                  | Motore                         | Pneumatici | Laps | Tempo/Ritirati           |
| --- | ---------------------- | -- | -------------------------- | ------------------------------------------------------- | ------------------------------ | ---------- | ---- | ------------------------ |
| 1   | LMP1                   | 2  | Porsche Team               | Marc Lieb Romain Dumas Neel Jani                        | Porsche 919 Hybrid             | M          | 384  | 24:00:38.449             |
| 1   | LMP1                   | 2  | Porsche Team               | Marc Lieb Romain Dumas Neel Jani                        | Porsche 2.0 L Turbo V4         | M          | 384  | 24:00:38.449             |
| 2   | LMP1                   | 6  | Toyota Gazoo Racing        | Stéphane Sarrazin Mike Conway Kamui Kobayashi           | Toyota TS050 Hybrid            | M          | 381  | +3 giri                  |
| 2   | LMP1                   | 6  | Toyota Gazoo Racing        | Stéphane Sarrazin Mike Conway Kamui Kobayashi           | Toyota 2.4 L Turbo V6          | M          | 381  | +3 giri                  |
| 3   | LMP1                   | 8  | Audi Sport Team Joest      | Loïc Duval Lucas di Grassi Oliver Jarvis                | Audi R18                       | M          | 372  | +12 giri                 |
| 3   | LMP1                   | 8  | Audi Sport Team Joest      | Loïc Duval Lucas di Grassi Oliver Jarvis                | Audi TDI 4.0 L Turbo Diesel V6 | M          | 372  | +12 giri                 |
| 4   | LMP1                   | 7  | Audi Sport Team Joest      | André Lotterer Marcel Fässler Benoît Tréluyer           | Audi R18                       | M          | 367  | +17 giri                 |
| 4   | LMP1                   | 7  | Audi Sport Team Joest      | André Lotterer Marcel Fässler Benoît Tréluyer           | Audi TDI 4.0 L Turbo Diesel V6 | M          | 367  | +17 giri                 |
| 5   | LMP2                   | 36 | Signatech Alpine           | Nicolas Lapierre Gustavo Menezes Stéphane Richelmi      | Alpine A460                    | D          | 357  | +27 giri                 |
| 5   | LMP2                   | 36 | Signatech Alpine           | Nicolas Lapierre Gustavo Menezes Stéphane Richelmi      | Nissan VK45DE 4.5 L V8         | D          | 357  | +27 giri                 |
| 6   | LMP2                   | 26 | G-Drive Racing             | Roman Rusinov Will Stevens René Rast                    | Oreca 05                       | D          | 357  | +27 giri                 |
| 6   | LMP2                   | 26 | G-Drive Racing             | Roman Rusinov Will Stevens René Rast                    | Nissan VK45DE 4.5 L V8         | D          | 357  | +27 giri                 |
| 7   | LMP2                   | 37 | SMP Racing                 | Vitaly Petrov Viktor Shaytar Kirill Ladygin             | BR Engineering BR01            | D          | 353  | +31 giri                 |
| 7   | LMP2                   | 37 | SMP Racing                 | Vitaly Petrov Viktor Shaytar Kirill Ladygin             | Nissan VK45DE 4.5 L V8         | D          | 353  | +31 giri                 |
| 8   | LMP2                   | 42 | Strakka Racing             | Nick Leventis Jonny Kane Danny Watts                    | Gibson 015S                    | D          | 351  | +33 giri                 |
| 8   | LMP2                   | 42 | Strakka Racing             | Nick Leventis Jonny Kane Danny Watts                    | Nissan VK45DE 4.5 L V8         | D          | 351  | +33 giri                 |
| 9   | LMP2                   | 33 | Eurasia Motorsport         | Kevin Pu Junjin Tristan Gommendy Nick de Bruijn         | Oreca 05                       | D          | 348  | +37 giri                 |
| 9   | LMP2                   | 33 | Eurasia Motorsport         | Kevin Pu Junjin Tristan Gommendy Nick de Bruijn         | Nissan VK45DE 4.5 L V8         | D          | 348  | +37 giri                 |
| 10  | LMP2                   | 41 | Greaves Motorsport         | Memo Rojas Julien Canal Nathanaël Berthon               | Ligier JS P2                   | D          | 348  | +37 giri                 |
| 10  | LMP2                   | 41 | Greaves Motorsport         | Memo Rojas Julien Canal Nathanaël Berthon               | Nissan VK45DE 4.5 L V8         | D          | 348  | +37 giri                 |
| 11  | LMP2                   | 27 | SMP Racing                 | Nicolas Minassian Maurizio Mediani Mikhail Aleshin      | BR Engineering BR01            | D          | 347  | +37 giri                 |
| 11  | LMP2                   | 27 | SMP Racing                 | Nicolas Minassian Maurizio Mediani Mikhail Aleshin      | Nissan VK45DE 4.5 L V8         | D          | 347  | +37 giri                 |
| 12  | LMP2                   | 23 | Panis-Barthez Compétition  | Fabien Barthez Timothé Buret Paul-Loup Chatin           | Ligier JS P2                   | M          | 347  | +37 giri                 |
| 12  | LMP2                   | 23 | Panis-Barthez Compétition  | Fabien Barthez Timothé Buret Paul-Loup Chatin           | Nissan VK45DE 4.5 L V8         | M          | 347  | +37 giri                 |
| 13  | LMP1                   | 1  | Porsche Team               | Timo Bernhard Brendon Hartley Mark Webber               | Porsche 919 Hybrid             | M          | 346  | +38 giri                 |
| 13  | LMP1                   | 1  | Porsche Team               | Timo Bernhard Brendon Hartley Mark Webber               | Porsche 2.0 L Turbo V4         | M          | 346  | +38 giri                 |
| 14  | LMP2                   | 49 | Michael Shank Racing       | John Pew Oswaldo Negri Jr. Laurens Vanthoor             | Ligier JS P2                   | D          | 345  | +39 giri                 |
| 14  | LMP2                   | 49 | Michael Shank Racing       | John Pew Oswaldo Negri Jr. Laurens Vanthoor             | Honda HR28TT 2.8 L Turbo V6    | D          | 345  | +39 giri                 |
| 15  | LMP2                   | 43 | RGR Sport by Morand        | Ricardo González Filipe Albuquerque Bruno Senna         | Ligier JS P2                   | D          | 344  | +40 giri                 |
| 15  | LMP2                   | 43 | RGR Sport by Morand        | Ricardo González Filipe Albuquerque Bruno Senna         | Nissan VK45DE 4.5 L V8         | D          | 344  | +40 giri                 |
| 16  | LMP2                   | 30 | Extreme Speed Motorsports  | Scott Sharp Ed Brown Johannes van Overbeek              | Ligier JS P2                   | D          | 341  | +43 giri                 |
| 16  | LMP2                   | 30 | Extreme Speed Motorsports  | Scott Sharp Ed Brown Johannes van Overbeek              | Nissan VK45DE 4.5 L V8         | D          | 341  | +43 giri                 |
| 17  | LMP2                   | 25 | Algarve Pro Racing         | Michael Munemann Chris Hoy Andrea Pizzitola             | Ligier JS P2                   | D          | 341  | +43 giri                 |
| 17  | LMP2                   | 25 | Algarve Pro Racing         | Michael Munemann Chris Hoy Andrea Pizzitola             | Nissan VK45DE 4.5 L V8         | D          | 341  | +43 giri                 |
| 18  | LMGTE Pro              | 68 | Ford Chip Ganassi Team USA | Joey Hand Dirk Müller Sébastien Bourdais                | Ford GT                        | M          | 340  | +44 giri                 |
| 18  | LMGTE Pro              | 68 | Ford Chip Ganassi Team USA | Joey Hand Dirk Müller Sébastien Bourdais                | Ford EcoBoost 3.5 L Turbo V6   | M          | 340  | +44 giri                 |
| 19  | LMGTE Pro              | 82 | Risi Competizione          | Giancarlo Fisichella Matteo Malucelli Toni Vilander     | Ferrari 488 GTE                | M          | 340  | +44 giri                 |
| 19  | LMGTE Pro              | 82 | Risi Competizione          | Giancarlo Fisichella Matteo Malucelli Toni Vilander     | Ferrari F154CB 3.9 L Turbo V8  | M          | 340  | +44 giri                 |
| 20  | LMGTE Pro              | 69 | Ford Chip Ganassi Team USA | Ryan Briscoe Richard Westbrook Scott Dixon              | Ford GT                        | M          | 340  | +44 giri                 |
| 20  | LMGTE Pro              | 69 | Ford Chip Ganassi Team USA | Ryan Briscoe Richard Westbrook Scott Dixon              | Ford EcoBoost 3.5 L Turbo V6   | M          | 340  | +44 giri                 |
| 21  | LMGTE Pro              | 66 | Ford Chip Ganassi Team UK  | Olivier Pla Stefan Mücke Billy Johnson                  | Ford GT                        | M          | 339  | +45 giri                 |
| 21  | LMGTE Pro              | 66 | Ford Chip Ganassi Team UK  | Olivier Pla Stefan Mücke Billy Johnson                  | Ford EcoBoost 3.5 L Turbo V6   | M          | 339  | +45 giri                 |
| 22  | LMP2                   | 40 | Krohn Racing               | Tracy Krohn Niclas Jönsson João Barbosa                 | Ligier JS P2                   | M          | 338  | +46 giri                 |
| 22  | LMP2                   | 40 | Krohn Racing               | Tracy Krohn Niclas Jönsson João Barbosa                 | Nissan VK45DE 4.5 L V8         | M          | 338  | +46 giri                 |
| 23  | LMGTE Pro              | 95 | Aston Martin Racing        | Nicki Thiim Marco Sørensen Darren Turner                | Aston Martin V8 Vantage GTE    | D          | 338  | +46 giri                 |
| 23  | LMGTE Pro              | 95 | Aston Martin Racing        | Nicki Thiim Marco Sørensen Darren Turner                | Aston Martin 4.5 L V8          | D          | 338  | +46 giri                 |
| 24  | LMGTE Pro              | 97 | Aston Martin Racing        | Fernando Rees Jonathan Adam Richie Stanaway             | Aston Martin V8 Vantage GTE    | D          | 337  | +47 giri                 |
| 24  | LMGTE Pro              | 97 | Aston Martin Racing        | Fernando Rees Jonathan Adam Richie Stanaway             | Aston Martin 4.5 L V8          | D          | 337  | +47 giri                 |
| 25  | LMGTE Pro              | 63 | Corvette Racing – GM       | Jan Magnussen Antonio García Ricky Taylor               | Chevrolet Corvette C7.R        | M          | 336  | +48 giri                 |
| 25  | LMGTE Pro              | 63 | Corvette Racing – GM       | Jan Magnussen Antonio García Ricky Taylor               | Chevrolet LT5.5 5.5 L V8       | M          | 336  | +48 giri                 |
| 26  | LMGTE Am               | 62 | Scuderia Corsa             | Bill Sweedler Townsend Bell Jeff Segal                  | Ferrari 458 Italia GT2         | M          | 331  | +53 giri                 |
| 26  | LMGTE Am               | 62 | Scuderia Corsa             | Bill Sweedler Townsend Bell Jeff Segal                  | Ferrari F136GT 4.5 L V8        | M          | 331  | +53 giri                 |
| 27  | LMGTE Am               | 83 | AF Corse                   | François Perrodo Emmanuel Collard Rui Águas             | Ferrari 458 Italia GT2         | M          | 331  | +53 giri                 |
| 27  | LMGTE Am               | 83 | AF Corse                   | François Perrodo Emmanuel Collard Rui Águas             | Ferrari F136GT 4.5 L V8        | M          | 331  | +53 giri                 |
| 28  | LMGTE Am               | 88 | Abu Dhabi-Proton Racing    | Khaled Al Qubaisi Patrick Long David Heinemeier Hansson | Porsche 911 RSR                | M          | 330  | +54 giri                 |
| 28  | LMGTE Am               | 88 | Abu Dhabi-Proton Racing    | Khaled Al Qubaisi Patrick Long David Heinemeier Hansson | Porsche 4.0 L Flat-6           | M          | 330  | +54 giri                 |
| 29  | LMP1                   | 12 | Rebellion Racing           | Nicolas Prost Nick Heidfeld Nelson Piquet Jr.           | Rebellion R-One                | D          | 330  | +54 giri                 |
| 29  | LMP1                   | 12 | Rebellion Racing           | Nicolas Prost Nick Heidfeld Nelson Piquet Jr.           | AER P60 2.4 L Turbo V6         | D          | 330  | +54 giri                 |
| 30  | LMGTE Am               | 61 | Clearwater Racing          | Weng Sun Mok Rob Bell Keita Sawa                        | Ferrari 458 Italia GT2         | M          | 329  | +55 giri                 |
| 30  | LMGTE Am               | 61 | Clearwater Racing          | Weng Sun Mok Rob Bell Keita Sawa                        | Ferrari F136GT 4.5 L V8        | M          | 329  | +55 giri                 |
| 31  | LMGTE Pro              | 77 | Dempsey-Proton Racing      | Richard Lietz Philipp Eng Michael Christensen           | Porsche 911 RSR                | M          | 329  | +55 giri                 |
| 31  | LMGTE Pro              | 77 | Dempsey-Proton Racing      | Richard Lietz Philipp Eng Michael Christensen           | Porsche 4.0 L Flat-6           | M          | 329  | +55 giri                 |
| 32  | LMP2                   | 22 | SO24! by Lombard Racing    | Vincent Capillaire Erik Maris Jonathan Coleman          | Ligier JS P2                   | D          | 328  | +56 giri                 |
| 32  | LMP2                   | 22 | SO24! by Lombard Racing    | Vincent Capillaire Erik Maris Jonathan Coleman          | Judd HK 3.6 L V8               | D          | 328  | +56 giri                 |
| 33  | LMGTE Am               | 86 | Gulf Racing                | Michael Wainwright Adam Carroll Ben Barker              | Porsche 911 RSR                | M          | 328  | +56 giri                 |
| 33  | LMGTE Am               | 86 | Gulf Racing                | Michael Wainwright Adam Carroll Ben Barker              | Porsche 4.0 L Flat-6           | M          | 328  | +56 giri                 |
| 34  | LMP2                   | 48 | Murphy Prototypes          | Ben Keating Marc Goossens Jeroen Bleekemolen            | Oreca 03R                      | D          | 323  | +61 giri                 |
| 34  | LMP2                   | 48 | Murphy Prototypes          | Ben Keating Marc Goossens Jeroen Bleekemolen            | Nissan VK45DE 4.5 L V8         | D          | 323  | +61 giri                 |
| 35  | LMGTE Am               | 60 | Formula Racing             | Johnny Laursen Christina Nielsen Mikkel Mac             | Ferrari 458 Italia GT2         | M          | 319  | +65 giri                 |
| 35  | LMGTE Am               | 60 | Formula Racing             | Johnny Laursen Christina Nielsen Mikkel Mac             | Ferrari F136GT 4.5 L V8        | M          | 319  | +65 giri                 |
| 36  | LMGTE Am               | 99 | Aston Martin Racing        | Andrew Howard Liam Griffin Gary Hirsch                  | Aston Martin V8 Vantage GTE    | D          | 318  | +66 giri                 |
| 36  | LMGTE Am               | 99 | Aston Martin Racing        | Andrew Howard Liam Griffin Gary Hirsch                  | Aston Martin 4.5 L V8          | D          | 318  | +66 giri                 |
| 37  | LMGTE Am               | 50 | Larbre Compétition         | Yutaka Yamagishi Pierre Ragues Jean-Philippe Belloc     | Chevrolet Corvette C7.R        | M          | 316  | +68 giri                 |
| 37  | LMGTE Am               | 50 | Larbre Compétition         | Yutaka Yamagishi Pierre Ragues Jean-Philippe Belloc     | Chevrolet LT5.5 5.5 L V8       | M          | 316  | +68 giri                 |
| 38  |                        | 84 | SRT41 by OAK Racing        | Fréderic Sausset Christophe Tinseau Jean-Bernard Bouvet | Morgan LMP2                    | M          | 315  | +69 giri                 |
| 38  | Nissan VK45DE 4.5 L V8 | 84 | SRT41 by OAK Racing        | Fréderic Sausset Christophe Tinseau Jean-Bernard Bouvet |                                | M          | 315  | +69 giri                 |
| 39  | LMGTE Am               | 57 | Team AAI                   | Johnny O'Connell Mark Patterson Oliver Bryant           | Chevrolet Corvette C7.R        | M          | 306  | +78 giri                 |
| 39  | LMGTE Am               | 57 | Team AAI                   | Johnny O'Connell Mark Patterson Oliver Bryant           | Chevrolet LT5.5 5.5 L V8       | M          | 306  | +78 giri                 |
| 40  | LMGTE Pro              | 67 | Ford Chip Ganassi Team UK  | Andy Priaulx Marino Franchitti Harry Tincknell          | Ford GT                        | M          | 306  | +78 giri                 |
| 40  | LMGTE Pro              | 67 | Ford Chip Ganassi Team UK  | Andy Priaulx Marino Franchitti Harry Tincknell          | Ford EcoBoost 3.5 L Turbo V6   | M          | 306  | +78 giri                 |
| 41  | LMGTE Am               | 78 | KCMG                       | Christian Ried Wolf Henzler Joël Camathias              | Porsche 911 RSR                | M          | 300  | +84 giri                 |
| 41  | LMGTE Am               | 78 | KCMG                       | Christian Ried Wolf Henzler Joël Camathias              | Porsche 4.0 L Flat-6           | M          | 300  | +84 giri                 |
| 42  | LMP2                   | 31 | Extreme Speed Motorsports  | Ryan Dalziel Chris Cumming Pipo Derani                  | Ligier JS P2                   | D          | 297  | +87 giri                 |
| 42  | LMP2                   | 31 | Extreme Speed Motorsports  | Ryan Dalziel Chris Cumming Pipo Derani                  | Nissan VK45DE 4.5 L V8         | D          | 297  | +87 giri                 |
| 43  | LMGTE Am               | 55 | AF Corse                   | Duncan Cameron Aaron Scott Matt Griffin                 | Ferrari 458 Italia GT2         | M          | 289  | +94 giri                 |
| 43  | LMGTE Am               | 55 | AF Corse                   | Duncan Cameron Aaron Scott Matt Griffin                 | Ferrari F136GT 4.5 L V8        | M          | 289  | +94 giri                 |
| 44  | LMP2                   | 34 | Race Performance           | Nicolas Leutwiler James Winslow Shinji Nakano           | Oreca 03R                      | D          | 289  | +94 giri                 |
| 44  | LMP2                   | 34 | Race Performance           | Nicolas Leutwiler James Winslow Shinji Nakano           | Judd HK 3.6 L V8               | D          | 289  | +94 giri                 |
| NC  | LMP1                   | 5  | Toyota Gazoo Racing        | Anthony Davidson Sébastien Buemi Kazuki Nakajima        | Toyota TS050 Hybrid            | M          | 384  | Giro finale incompleto   |
| NC  | LMP1                   | 5  | Toyota Gazoo Racing        | Anthony Davidson Sébastien Buemi Kazuki Nakajima        | Toyota 2.4 L Turbo V6          | M          | 384  | Giro finale incompleto   |
| DNF | LMP2                   | 28 | Pegasus Racing             | Inès Taittinger Léo Roussel Rémy Striebig               | Morgan LMP2                    | M          | 292  | Fuoco                    |
| DNF | LMP2                   | 28 | Pegasus Racing             | Inès Taittinger Léo Roussel Rémy Striebig               | Nissan VK45DE 4.5 L V8         | M          | 292  | Fuoco                    |
| DNF | LMP2                   | 44 | Manor                      | Tor Graves Matthew Rao Roberto Merhi                    | Oreca 05                       | D          | 283  | Incidente                |
| DNF | LMP2                   | 44 | Manor                      | Tor Graves Matthew Rao Roberto Merhi                    | Nissan VK45DE 4.5 L V8         | D          | 283  | Incidente                |
| DNF | LMGTE Am               | 98 | Aston Martin Racing        | Paul Dalla Lana Pedro Lamy Mathias Lauda                | Aston Martin V8 Vantage GTE    | D          | 281  | Cambio                   |
| DNF | LMGTE Am               | 98 | Aston Martin Racing        | Paul Dalla Lana Pedro Lamy Mathias Lauda                | Aston Martin 4.5 L V8          | D          | 281  | Cambio                   |
| DNF | LMP2                   | 46 | Thiriet by TDS Racing      | Pierre Thiriet Mathias Beche Ryō Hirakawa               | Oreca 05                       | D          | 241  | Incidente                |
| DNF | LMP2                   | 46 | Thiriet by TDS Racing      | Pierre Thiriet Mathias Beche Ryō Hirakawa               | Nissan VK45DE 4.5 L V8         | D          | 241  | Incidente                |
| DNF | LMP2                   | 35 | Baxi DC Racing Alpine      | David Cheng Ho-Pin Tung Nelson Panciatici               | Alpine A460                    | D          | 234  | Incidente                |
| DNF | LMP2                   | 35 | Baxi DC Racing Alpine      | David Cheng Ho-Pin Tung Nelson Panciatici               | Nissan VK45DE 4.5 L V8         | D          | 234  | Incidente                |
| DNF | LMP2                   | 38 | G-Drive Racing             | Simon Dolan Jake Dennis Giedo van der Garde             | Gibson 015S                    | D          | 222  | Incidente                |
| DNF | LMP2                   | 38 | G-Drive Racing             | Simon Dolan Jake Dennis Giedo van der Garde             | Nissan VK45DE 4.5 L V8         | D          | 222  | Incidente                |
| DNF | LMGTE Pro              | 64 | Corvette Racing – GM       | Oliver Gavin Tommy Milner Jordan Taylor                 | Chevrolet Corvette C7.R        | M          | 219  | Incidente                |
| DNF | LMGTE Pro              | 64 | Corvette Racing – GM       | Oliver Gavin Tommy Milner Jordan Taylor                 | Chevrolet LT5.5 5.5 L V8       | M          | 219  | Incidente                |
| DNF | LMP1                   | 4  | ByKolles Racing Team       | Simon Trummer Pierre Kaffer Oliver Webb                 | CLM P1/01                      | D          | 206  | Motore                   |
| DNF | LMP1                   | 4  | ByKolles Racing Team       | Simon Trummer Pierre Kaffer Oliver Webb                 | AER P60 2.4 L Turbo V6         | D          | 206  | Motore                   |
| DNF | LMP1                   | 13 | Rebellion Racing           | Dominik Kraihamer Alexandre Imperatori Mathéo Tuscher   | Rebellion R-One                | D          | 200  | Iniettore del carburante |
| DNF | LMP1                   | 13 | Rebellion Racing           | Dominik Kraihamer Alexandre Imperatori Mathéo Tuscher   | AER P60 2.4 L Turbo V6         | D          | 200  | Iniettore del carburante |
| DNF | LMGTE Pro              | 51 | AF Corse                   | Gianmaria Bruni Alessandro Pier Guidi James Calado      | Ferrari 488 GTE                | M          | 179  | Engine                   |
| DNF | LMGTE Pro              | 51 | AF Corse                   | Gianmaria Bruni Alessandro Pier Guidi James Calado      | Ferrari F154CB 3.9 L Turbo V8  | M          | 179  | Engine                   |
| DNF | LMGTE Pro              | 71 | AF Corse                   | Davide Rigon Andrea Bertolini Sam Bird                  | Ferrari 488 GTE                | M          | 143  | Ruota                    |
| DNF | LMGTE Pro              | 71 | AF Corse                   | Davide Rigon Andrea Bertolini Sam Bird                  | Ferrari F154CB 3.9 L Turbo V8  | M          | 143  | Ruota                    |
| DNF | LMGTE Pro              | 92 | Porsche Motorsport         | Frédéric Makowiecki Jörg Bergmeister Earl Bamber        | Porsche 911 RSR                | M          | 140  | Sospensione              |
| DNF | LMGTE Pro              | 92 | Porsche Motorsport         | Frédéric Makowiecki Jörg Bergmeister Earl Bamber        | Porsche 4.0 L Flat-6           | M          | 140  | Sospensione              |
| DNF | LMGTE Pro              | 91 | Porsche Motorsport         | Patrick Pilet Kévin Estre Nick Tandy                    | Porsche 911 RSR                | M          | 135  | Motore                   |
| DNF | LMGTE Pro              | 91 | Porsche Motorsport         | Patrick Pilet Kévin Estre Nick Tandy                    | Porsche 4.0 L Flat-6           | M          | 135  | Motore                   |
| DNF | LMP2                   | 47 | KCMG                       | Tsugio Matsuda Richard Bradley Matthew Howson           | Oreca 05                       | D          | 116  | Problema elettrico       |
| DNF | LMP2                   | 47 | KCMG                       | Tsugio Matsuda Richard Bradley Matthew Howson           | Nissan VK45DE 4.5 L V8         | D          | 116  | Problema elettrico       |
| DNF | LMGTE Am               | 89 | Proton Competition         | Leh Keen Marc Miller                                    | Porsche 911 RSR                | M          | 50   | Incidente                |
| DNF | LMGTE Am               | 89 | Proton Competition         | Leh Keen Marc Miller                                    | Porsche 4.0 L Flat-6           | M          | 50   | Incidente                |

| Legenda | Legenda     |
| Simbolo | Costruttore |
| ------- | ----------- |
| D       | Dunlop      |
| M       | Michelin    |